# Sielsowiet Tomaszówka
Sielsowiet Tomaszówka (s. tomaszowski, biał. Тамашоўскі сельсавет, ros. Томашевский сельсовет) – sielsowiet na Białorusi, w obwodzie brzeskim, w południowo-zachodniej części rejonu brzeskiego. 
Siedzibą sielsowietu jest Tomaszówka. Jednostka podziału administracyjnego leży w trójstyku Polski, Ukrainy i Białorusi, przez co na zachodzie graniczy z polskimi gminami powiatu włodawskiego województwa lubelskiego: Włodawa, Włodawa (miasto), Hanna, a na południu z ukraińskimi silskimi radami rejonu szackiego obwodu wołyńskiego. Ponadto na północy sąsiaduje z sielsowietem Domaczewo, zaś na wschodzie – z rejonem małoryckim.
W skład sielsowietu wchodzi agromiasteczko Tomaszówka i 6 wsi: Charsy, Komarówka, Orchowo, Przyborowo, Rytec, Sielachy.
W okresie międzywojennym prawie wszystkie miejscowości współczesnego sielsowietu Tomaszówka należały do gminy Przyborowo, a tylko Charsy do gminy Domaczewo w województwie poleskim II Rzeczypospolitej.